# Onthophagus hidalgus
Onthophagus hidalgus är en skalbaggsart som beskrevs av Mario Zunino och Halffter 1988. Onthophagus hidalgus ingår i släktet Onthophagus och familjen bladhorningar. Inga underarter finns listade i Catalogue of Life.